# Tokari (obwód połtawski)
Tokari (ukr. Токарі) – wieś na Ukrainie, w obwodzie połtawskim, w rejonie myrhorodzkim, w hromadzie Łochwycia. W 2001 liczyła 1511 mieszkańców.